# Kiviletto
Kiviletto är klippor i Finland.   De ligger i landskapet Kymmenedalen, i den södra delen av landet, 110 km öster om huvudstaden Helsingfors.
Terrängen runt Kiviletto är mycket platt.  Närmaste större samhälle är Kotka, 19,5 km norr om Kiviletto. 